# Ettal Municipality
Ettal Municipality är en kommun i Mikronesiska federationen.   Den ligger i delstaten Chuuk, i den västra delen av landet, 500 km väster om huvudstaden Palikir. Antalet invånare är 267.
Följande samhällen finns i Ettal Municipality:
- Ettal Village